# دی‌سی کامیکس
شرکت دی‌سی کامیکس (به انگلیسی: DC Comics, Inc.) که در سال ۱۹۳۴ تحت نام National Allied Publications تشکیل شد، ناشر کتاب‌های کمیک و یکی از بزرگ‌ترین و قدیمی‌ترین شرکت‌های تولید داستان مصور در آمریکا است. این شرکت بخش انتشاراتی دی‌سی انترتیمنت به‌شمار می‌رود که خود از زیربخش‌های برادران وارنر است.
از مشهورترین شخصیت‌هایی که دی‌سی کامیکس آن را خلق کرده است، می‌توان به هارلی‌کوئین، سوپرمن، بتمن، واندروومن، فلش، گرین لنترن، آکوامن، سایبورگ، مارشن من‌هانتر، شزم،بلک کنری، گرین ارو، نایت وینگ، زاتانا، جان کنستانتین، استارگرل، سوپرگرل، پلاستیک‌من، اتم، سوپربوی، رد تورنادو، بت گرل، جونا هکس، وی، دریم، رورشاک، دکتر منهتن، کمدین، رد هود، بامبلبی، بلو بیتل(منتقل شده)، کاپیتان اتم، بوستر گلد، دکتر فیت، گرین لنترن (آلان اسکات)، آرسنال، آلفرد پنی ورث، آمتیست، آنتیوپ، آتلانا، اتم اسمشر، بت وومن، بیست بوی، بیگ باردای، بلک لایتنینگ، کاپیتان مارول، کازندرا کین، سایکلون، دیمین وین، ددمن، دوناتروی، اتا کندی، فایراستورم، گرین لنترن (گای گاردنر) هاربینجر، هاروی بالاک، هاک گرل، هیپولیتا، هانترس، آیکون، آیریس وست، جکسون هاید، جیمز گردن، فلش (جی گریگ)، گرین لنترن (جسیکا کروز)، جیمی اولسن، گرین لنترن (جان استوارت)، جو کنت، کاتانا، کید فلش، کریپتو، لایتنینگ، لویس لین، لوکسوس فاکس، شزم (مری بیوفیلد)، مرا، میدنایت، میستر میراکل، میستر تریفیک، مانیتور، اوماک، پندورا، پری وایت، رد ارو، اسپیدی، رنی موتویا، ریک فلگ، رابین(دیمین وین)، ریون، ریپ هانتر، سیگنال، گرین لنترن(سایمون باز)، استارفایر، استاتیک، استیل، استفانی برون، استیو ترور، سوآمپ فینگ، تی دی کی، تاوکی تاونی، توماس گرادی، تندر، رابین (تیم دریک)، وایب، واندرگرل، ویکسن و جادوگر شزم اشاره کرد.
بیشتر رویدادهای کتاب‌های کمیک دی‌سی کامیکس در دنیای خیالی دی‌سی روی می‌دهند که گروه‌های مختلفی در آن حضور دارند مثل لیگ عدالت، پرندگان شکاری، دوم پاترول، سپاه گرین لنترن ،جوخه انتحار، هایو، هاک و دوم، انجمن عدالت آمریکا، خدایان جدید، تایتان‌های نوجوان، پولکادوتمن، خانواده شزم، هفت گناه کبیره، واچ من. از افراد ابرشرور این داستان‌ها می‌توان به جوکر، هارلی‌کوئین، لکس لوتر، دارک‌ساید، کتومن، سینسترو، برینیاک، بلک ادم، راس الغول (یا ریش الغول) دث‌استروک، ریدلر، توفیس، مدهتر، پویزن آیوی، سالامون گراندی، کاپیتان کلد، ریورس فلش، پنگوئن، چیتا، ددشات، گوریلا گراد، آنتی مانیتور، آنارکی، بین، بلک مانتا، بلک ماسک، بلک‌گارد، بلاداسپات، کلندرمن، کاپیتان بومرنگ، کارمین فالکوم، دارک آرچر (مالکوم مرلین)، چشر، دیمین دارک، دیموس، دکتر سایبر، دکتر سایکو، دکتر سیوانا، دوک آف دکپشن، گیگانتا، گرندی گودنس، هیت ویو، جاولین، کیلر کراک، کینگ شارک، مکس ول لورد، کیلر فراست، مستر فریز، مونگال، اوشن مستر، پولکادوتمن، راتکاتچر، ساویتار، فینکر، سیکادا، گاداسپید، آتروسیتوس، سال مارونی، ساوانت، مترسک، استارو، استپنولف، تلوس، ترایگون، وندال سویج، ورونیکا کیل، ویکتور سزازس، ویسل، زاد و زوم اشاره کرد. شرکت دی‌سی کامیکس هم‌چنین کتاب‌های کمیکی را منتشر کرده است که داستان‌شان در جهانی غیر از دنیای دی‌سی روی می‌دهد مثل واچمن، وی مثل وندتا و کمیک‌های بسیار دیگری که تحت عنوان ورتیگو (نماد دیگر دی‌سی کامیکس) منتشر کرده است.
نام دی‌سی مخفف کمیک‌های کارآگاهی، که خود از سری‌های مشهور دی‌سی کامیکس است گرفته شده است که شخصیت بتمن در آن‌جا متولد شد.
راندوم هاوس کار توزیع کتاب‌های کمیک دی‌سی را در بازار بر عهده دارد و شرکت پخش دیاموند تقاضای بازار ویژه دی‌سی کمیکس را تأمین می‌کند.. دنیایی دی سی شامل قویترین موجودات هست که می‌توانید فکر کنید قویترین موجود این دنیا و حتی در تمام دنیا های ابر قهرمانی های دیگر همچون مارول موجودی به نام upside down man است.

## تاریخچه

### دوران طلایی
کارآفرین ارشد مالکوم ویلر-نیکلسون انتشارات ملی متحدین را در پاییز ۱۹۳۴ تأسیس کرد و قصد داشت که شرکتش کتاب‌های طنز آمریکایی را چاپ و نشر دهد. اولین چاپ این شرکت با عنوان سرگرمی جدید: مجله بزرگ کامیک نسخه اول انتشار یافت که اندازه برگه‌های آن ۲۸ در ۴۳ بود (اولین مجموعه طنز که بعداً با عنوان کامیک‌های طنزوارتر نامیده شد) و دارای جلدی مورخ بود که فوریه ۱۹۳۵ را نشان می‌داد.

### دوران نقره‌ای
در اواسط دهه ۱۹۵۰، مدیر تحریر اروین دوننفلد و ناشر لیبوویتز، سردبیر جولیس شوارتز (که در بازار کتاب‌های علمی-تخیلی ریشه داشت) را برای تولید یک داستان تکباره فلش (شخصیت کمیک) در عنوان آزمایشی ویترین راهنمایی کردند. شوارتز به جای احیای شخصیت قدیمی، نویسندگانی همچون رابرت کنیگر و جان بروم، مدادکار کارمین اینفانتینو و جوهرافشان جو کوبرت را برای خلق یک شخصیت فوق‌العاده سریع گرد هم آورد. این شخصیت جدید فلش، هویتی غیرنظامی با لباس و منشأ او در یک داستان علمی تخیلی به روز و مدرن بود که به تصویر کشیده شد.

### شرکت ملی کینی/ شرکت تابعه ارتباطات وارنر (۱۹۶۷–۱۹۹۰)
در سال ۱۹۶۷، انتشارات ملی متحد توسط شرکت ملی کینی خریداری شد که در سال ۱۹۶۹ هنرهای هفتم وارنر بروس آن را خریداری کرد. شرکت ملی کینی در سال ۱۹۷۲ سرمایه‌های غیر سرگرمی خود را از دست داد (به عنوان شرکت ملی کینی) و نام خود را به شرکت ارتباطات وارنر تغییر داد.

### دوران برنزی
به دنبال نوآوری‌های علمی-تخیلی دوران نقره‌ای، کامیک‌های دهه ۱۹۷۰ و ۱۹۸۰ به عنوان عصر مفرغ شناخته شدند، زیرا خیال جای خود را به مضامین واقع گرایانه و گاه تاریک‌تر داد. مصرف غیرقانونی مواد مخدر که توسط کمیسیون کد کامیک ممنوع شده بود، برای اولین بار در داستان کامیک مارول "تولد دوباره گرین گابلین!" صریحاً در کامیک‌ها ظاهر شد. در مرد عنکبوتی شگفت‌انگیز شماره ۲۶ (می ۱۹۷۱)، و پس از به روزرسانی کد در پاسخ دی سی، خط داستانی با استفاده از مواد مخدر را در نویسنده دنیس اونیل و هنرمند نیل آدامز "فانوس سبز" ارائه داد شد، شروع این خط با داستان "مرغ‌های برفی پرواز نمی‌کنند" در تیتر فانوس سبز/ پیکان سبز شماره ۸۵ (سپتامبر ۱۹۷۱) صورت گرفت که اسپیدی، نوجوان کماندار ابرقهرمان ارو را به تصویر کشیده است که به یک معتاد هروئینی تبدیل شده است.

### عصر مدرن
این احیای موفقیت‌آمیز دوران نقره ای نوجوانان تایتان، سردبیران دی سی را بر آن داشت تا همان مورد را برای گسترش دنیای دی سی دنبال کنند. در نتیجه، مجموعه محدود ۱۲ نشری بحران در زمین‌های بی‌نهایت ولفمن/ پرز، به این شرکت فرصتی داد تا برخی از شر اختلاف نظرهای پیچیده پس زمینه و متداوم خلاص شده و شخصیت‌ها را دوباره بیاراید.

### دهه ۲۰۰۰
در مارس ۲۰۰۳، دی سی حق چاپ و فروش مجموعه فانتزی طولانی مدت الفکوئست را که قبلاً توسط وندی و ریچارد پینی توسط بنرهای انتشار گرافیکی WaRP  منتشر شده بود، به دست آورد. این مجموعه سپس عنوان دیگری غیر دی سی به نام کامیک‌های برج، سری ط.و.ف.ا. ن را دنبال کرد که نمایندگان در حال جمع‌آوری آن برای نسخه‌های بایگانی دی سی هستند. در سال در آوریل ۲۰۰۰ یک دزدی از منابع مالی دی سی اتفاق افتاد که مشکلات زیادی به همراه داشت

### دهه ۲۰۱۰
در سال ۲۰۱۱، دی سی به دنبال خط داستانی Flashpoint تمام عناوین در حال اجرا خود را مجدداً راه اندازی کرد. راه اندازی مجدد به نام The New 52 بسیاری از شخصیت‌های دی سی را منشأی جدید و طراحی‌های جدید لباس بخشید...سال ۲۰۲۱ فیلمی به نام back line خط عقب ساخته با چهار کاراکتر با بازی
درخشان با بازی بی نظیر danire amini در
نقش جوکر و خواهر او آلیس داستان جدیذی
رو برای طرافداران رقم زد

### دهه ۲۰۲۰
در تاریخ ۲۱ فوریه سال ۲۰۲۰، دن دیدیو، ناشر مشترک کامیک‌های دی سی، پس از ده سال حضور در این سمت، از سمت خود کناره‌گیری کرد. این شرکت دلیلی برای این اقدام وی بیان نکرد و همچنین مشخص نکرد که این تصمیم وی بوده است یا این شرکت، اگرچه این آخرین رویداد در یک تغییر ساختار بود که ماه قبل آغاز شد، زیرا در پی آن چندین مدیر ارشد از این شرکت اخراج شدند.